# Renton FC
Renton FC was een Schotse voetbalclub uit Renton in West Dunbartonshire. In de begindagen van het Schotse voetbal was de club toonaangevend. Renton is ook de allereerste (officieuze) wereldkampioen toen ze in 1888 als Schots bekerwinnaar wonnen tegen West Bromwich Albion (Engelse bekerhouder) met 4-1. De titel lijkt wel tot de verbeelding te spreken, eigenlijk was het een vriendschappelijke wedstrijd en aangezien voetbal in de meeste landen nog niet was doorgedrongen is de titel wereldkampioen lichtjes overdreven.
Dumbartonshire bracht enkele toonaangevende clubs voort (Dumbarton FC, Renton en Vale of Leven FC) alle drie opgericht in 1872. Geen van de clubs was echter medeoprichter van de Scottish Football Association in 1873, maar Renton sloot zich wel op tijd aan om te kunnen meedoen aan het allereerste seizoen van de Schotse beker in 1873/74. In de eerste wedstrijd werd Kilmarnock FC met 2-0 verslagen. Renton haalde de halve finale maar verloor daarin van Queen's Park, het volgende seizoen werd de finale bereikt maar was Queen's Park opnieuw te sterk en versloeg Renton met 3-0.
Tijdens de jaren 80 van de 19de eeuw was Renton een van de sterkste clubs van het land. In 1885 werd de eerste beker binnen gehaald tegen Vale of Leven. Het volgende seizoen werd opnieuw de finale gehaald maar was Queen's Park andermaal te sterk. In 1888 werd de 2de beker binnen gehaald tegen Cambuslang FC met een historische 6-1-overwinning, de hoogste zege in een Schotse finale. Tijdens deze periode won de club ook 4 jaar op rij de Glasgow Merchants Charity Cup.
In 1890-91 was Renton medestichter van de Schotse voetbalcompetitie. Maar Renton werd uit de competitie gezet omdat ze van professionalisme beschuldigd werden, de competitie was enkel voor amateurclubs. Renton speelde een vriendschappelijke wedstrijd tegen St. Bernards FC die al uitgesloten waren wegens professionalisme. Renton ging hier echter niet mee akkoord en werd in het volgende seizoen wel toegelaten tot de League.
Maar het professionalisme kwam alsmaar meer voor en dit was vaak de doodsteek voor clubs uit kleine steden en dorpen die niet de financiële kracht hadden van de grote steden. Na 3 seizoenen werd Renton uit de hoogste klasse gestemd en ging verder in de 2de klasse.
In 1895 haalde de club voor de 5de en laatste keer de finale van de beker en verloor met 1-2 van St. Bernard's. Financieel kreeg de club het vrij zwaar, er waren maar enkele honderden toeschouwers. Er werd zelfs gedacht te verhuizen naar Glasgow om dit probleem op te lossen maar dat ging niet door. Na 4 wedstrijden in het seizoen 1897-98 kon de club het competitievoetbal niet meer financieel aan. Hamilton Academical nam de plaats van Renton in. Het was een triestig einde voor de club die nog geen 10 jaar eerder wereldkampioen was.
Tot 1921 speelde de club nog verder op regionaal niveau alvorens de club ophield te bestaan en het laatste restant werd weggeveegd van wat eens een grote club was.

## Erelijst
- Scottish Cup
  - Winnaar: 1885, 1888
  - Finalist: 1875, 1886, 1895
- Dumbartonshire Cup
  - 1886-87, 1895-96, 1907-08, 1913-14
- Glasgow Merchants Charity Cup
  - 1885-86, 1886-87, 1887-88, 1888-89